# L'Aurore (journal américain)
Pour les articles homonymes, voir L'Aurore.
L'Aurore est l'un des journaux prosélytes de l'Association des étudiants de la Bible (anglais : Dawn Bible Students Association), qui paraît deux fois par mois. Cette revue de 60 pages paraît en différentes langues et est accompagnée d'une cassette audio. Elle fut publiée pour la première fois en 1931, en anglais.

## Le contenu
Les contenus concernent la vie chrétienne, la prophétie, une étude et une présentation de la Bible. L’Aurore est connue pour représenter une image du monde relativement fermée[réf. nécessaire]. Du point de vue politique, elle est conservatrice  avec optimisme.